# Bardaxima terminalba
Bardaxima terminalba är en fjärilsart som beskrevs av Jones 1908. Bardaxima terminalba ingår i släktet Bardaxima och familjen tandspinnare. Inga underarter finns listade i Catalogue of Life.